# Rudolf Kroboth (Koch)
Rudolf Kroboth (* 1920 in Bad Königswart, Tschechoslowakei; † 1986) war ein DDR-Fernsehkoch.

## Leben
Kroboth flüchtete nach dem Krieg aus seiner Heimat in der Tschechoslowakei nach Bayern, arbeitete dort erst als Spielzeugmacher und später als Wildhändler, ehe er schließlich als Landwarenhausleiter in der Oberlausitz tätig wurde, um seine Familie mit sieben Kindern durchbringen zu können.
Der spätere Werbeleiter der Staatlichen Fischindustrie in Rostock-Marienehe war ein leidenschaftlicher Koch und Kochbuchsammler. Kroboth, dessen Vortrag nicht etwa durch ein norddeutsches, sondern sein böhmisch-fränkisches Heimat-Idiom geprägt war, wurde vor allem als Rostocker Fischkoch bekannt und präsentierte über zwölf Jahre lang jeweils dienstags die fünfminütige Vorabend-Sendung Tip des Fischkochs.
Die Idee dieser Sendung fand auch Unterstützung durch den damaligen Staatsratsvorsitzenden der DDR, Walter Ulbricht, der, im Gegensatz zu seinem Nachfolger Honecker, selber sehr gern Fischgerichte aß und Kroboths Präsentationen während der alljährlichen internationalen Ostseewochen vielen Gästen aus dem Ausland weiterempfahl.
Die erste Sendung dieser zwei Jahre nach dem DDR-Fernsehkoch Kurt Drummer speziell für Meeresprodukte etablierten Reihe lief am 17. Mai 1960, und am 29. Dezember 1972 wurde der 606. und letzte Tip des Fischkochs im Fernsehen der DDR ausgestrahlt. Dabei wurde er während seiner Erkrankung von Januar 1971 bis April 1972 in 64 Sendungen von seinem Sohn Rainer Kroboth vertreten.
Das Aus für den Tip des Fischkochs kam 1972, als die internationalen Fischereirechte neu vergeben wurden und die DDR keine Devisen aufbringen konnte, um ihre Flotte in fremden Gewässern fischen zu lassen. Der nicht exportierte, für die DDR-Bevölkerung übriggebliebene Fisch verkaufte sich auch ohne teure Fernsehwerbung.
Ab 1973 widmete sich Rudolf Kroboth verstärkt den bis dahin geschaffenen Fischgaststätten Gastmahl des Meeres. Diese im Sommer 1966 in Weimar am Herderplatz eröffnete und dann innerhalb von nur zwei Jahren auf Berlin, Rostock, Leipzig, Magdeburg, Erfurt, Jena, Gera, Dresden und Bautzen ausgedehnte Gaststättenkette war Kroboths Idee. Am Ende gab es 33 solcher Fischgaststätten auf dem Gebiet der DDR.